# Jasmine Tessari
Jasmine Tessari (Basiglio, 1º aprile 1996) è una danzatrice su ghiaccio italiana che gareggia in coppia con Francesco Fioretti.

## Biografia
Figlia dell'ex pattinatrice e allenatrice Cristina Mauri, Jasmine Tessari inizia a pattinare all'età di cinque anni, allenata dalla stessa madre, al Mediolanum Forum di Assago. Nel 2010 forma una coppia di danza su ghiaccio insieme a Stefano Colafato, debuttando a livello internazionale nella categoria juniores. Tessari e Colafato partecipano nel 2012 ai I Giochi olimpici giovanili di Innsbruck piazzandosi all'ottavo posto. Dopo cinque stagioni disputate insieme, nel 2015 i due pongono fine al loro sodalizio a causa del deterioramento del loro rapporto personale.
Seguendo il suggerimento di Barbara Fusar Poli, Jasmine Tessari si unisce a Francesco Fioretti e nel settembre 2015 la nuova coppia esordisce a livello internazionale al Lombardia Trophy. Agli Europei di Ostrava 2017, con il 22º posto nel programma corto, non riescono a qualificarsi alla fase finale, ma riescono a centrare l'obiettivo ai successivi campionati di Mosca 2018 terminando in 18ª posizione. Migliorano la loro prestazione ai campionati europei di Minsk 2019 concludendo al 14º posto, e due mesi dopo partecipano a Saitama, in Giappone, ai loro primi campionati mondiali non andando oltre la rhythm dance con il 24º posto.

## Programmi

### Con Fioretti
| Stagione  | Rhythm dance | Programma libero                                                                               |
| --------- | --- | ---------------------------------------------------------------------------------------------- |
| 2019-2020 | - Quickstep: Good Morning - Foxtrot: Singin' in the Rain da (Cantando sotto la pioggia) di Arthur Freed e Nacio Herb Brown        | - Lullaby of the Leaves - Fire on the Floor - I'll Take Care of You di Beth Hart               |
| 2018-2019 | - Tango: Tango to Evora - Flamenco: Poeta en el Mar di Vicente Amigo                                                              | - Hymne à l'amour di Patricia Kaas                                                             |
| 2017-2018 | - Salsa: La vida es un carnaval di Issac Delgado - Rumba: Dos gardenias di Carmen Cuesta - Samba: Vive el verano di Paulina Rubio | - Tosca di Giacomo Puccini - E lucevan le stelle - Com'è lunga l'attesa                        |
| 2016-2017 | - Blues: Twilight Time di The Platters - Swing: Die Moritat von Mackie Messer eseguita da Robbie Williams                         | - Invierno Porteño di Astor Piazzolla eseguito da Trio Astoria - Yo Soy Maria di Maria Volonte |

### Con Colafato
| Stagione  | Programma corto | Programma libero                                    |
| --------- | --- | --------------------------------------------------- |
| 2014-2015 | - Samba: Swing da Cor di Daniela Arcori - Rumba: Amor - Samba: Swing da Cor di Daniela Arcori                             | - Il padrino di Nino Rota - Tarantella - Il padrino |
| 2012-2013 | - Swing: Jessica and Roger Rabbit - Blues - Swing                                                                         | - The Phantom of the Opera di Andrew Lloyd Webber   |
| 2011-2012 | - Cha Cha: Corazón espinado dei Santana - Cha Cha: Por Ahí di Fernandez Adrian - Merengue: El Caraibico di Jose de Martin | - La cumparsita di Gerardo Matos Rodríguez          |

## Palmarès

### Con Stéphane Walker per la Svizzera
| Internazionali      | Internazionali |
| Evento              | 2021–22        |
| ------------------- | -------------- |
| Campionati mondiali | 23°            |
| Campionati europei  | 19°            |
| CS Warsaw Cup       | 14°            |
| Challenge Cup       | 4°             |
| Cup of Nice         | 7°             |
| NRW Trophy          | 3°             |
| Nazionali           |                |
| Campionati svizzeri | 1°             |

### Con Fioretti per l'Italia
| Campionati mondiali                     |    |     |     | 24º |     |
| Campionati europei                      |    | 22º | 18º | 14º | 16º |
| GP della Finlandia                      |    |     |     | 8º  |     |
| GP Rostelecom Cup                       |    |     |     |     | 10º |
| CS Golden Spin                          |    |     |     |     | 7º  |
| CS Ice Challenge                        | 7º |     |     |     |     |
| CS Lombardia Trophy                     |    | 5º  | 6º  | 4º  | 12º |
| CS Nepela Trophy                        |    |     |     | 4º  |     |
| Bavarian Open                           | 7º | 9º  | 2º  |     |     |
| Coppa di Nizza                          |    | 9º  | 10º |     |     |
| Egna Dance Trophy                       |    |     | 2º  | 1º  |     |
| Halloween Cup                           |    |     |     |     | 1º  |
| Ice Star                                |    |     |     | 3º  |     |
| Lombardia Trophy                        | 9º |     |     |     |     |
| Mezzaluna Cup                           |    |     |     |     | 3º  |
| NRW Trophy                              |    | 3º  |     | 2º  |     |
| Open d'Andorra                          |    |     |     | 1º  |     |
| Santa Claus Cup                         | 7º |     | 6º  |     |     |
| Nazionali                               |    |     |     |     |     |
| Campionati italiani                     | 4º | 3º  | 3º  | 2º  | 2º  |
| CS = Challenger Series; GP = Grand Prix |    |     |     |     |     |

### Con Colafato per l'Italia
| Giochi olimpici giovanili             |     | 8º  |      |      |     |
| JGP Croazia                           |     |     | 15º  |      | 14º |
| JGP Italia                            |     | 15º |      |      |     |
| JGP Polonia                           |     | 16º |      |      |     |
| JGP Stati Uniti                       |     |     | 11º  |      |     |
| Bavarian Open                         |     |     | 16º  |      |     |
| Ice Challenge                         |     |     |      | 12º  |     |
| Mont Blanc Trophy                     | 15º |     |      |      |     |
| Pavel Roman Memorial                  | 16º |     |      |      |     |
| Santa Claus Cup                       |     |     | 13º  | 16º  | 10º |
| Volvo Open Cup                        |     |     |      |      | 7º  |
| Nazionali                             |     |     |      |      |     |
| Campionati italiani                   |     |     | 6º J | 3º J |     |
| JGP = Junior Grand Prix; J = Juniores |     |     |      |      |     |